# Графин
Графин (от нем. Karaffine < итал. caraffina) — широкий книзу стеклянный или хрустальный прозрачный сосуд с длинным узким горлом, закрывающимся незакреплённой пробкой.
Графин используется для подачи и хранения воды и напитков, в том числе крепких алкогольных — водки, коньяка, настоек, а также для декантации вина. Вместимость графина от 100 до 1000 см3. При подаче на стол графин с напитком закрывается пробкой.